# Felton, Minnesota
Felton är en ort i Clay County i delstaten Minnesota, USA.